# 锡约姆河
28°14′05″N 94°59′56″E / 28.23472°N 94.99889°E

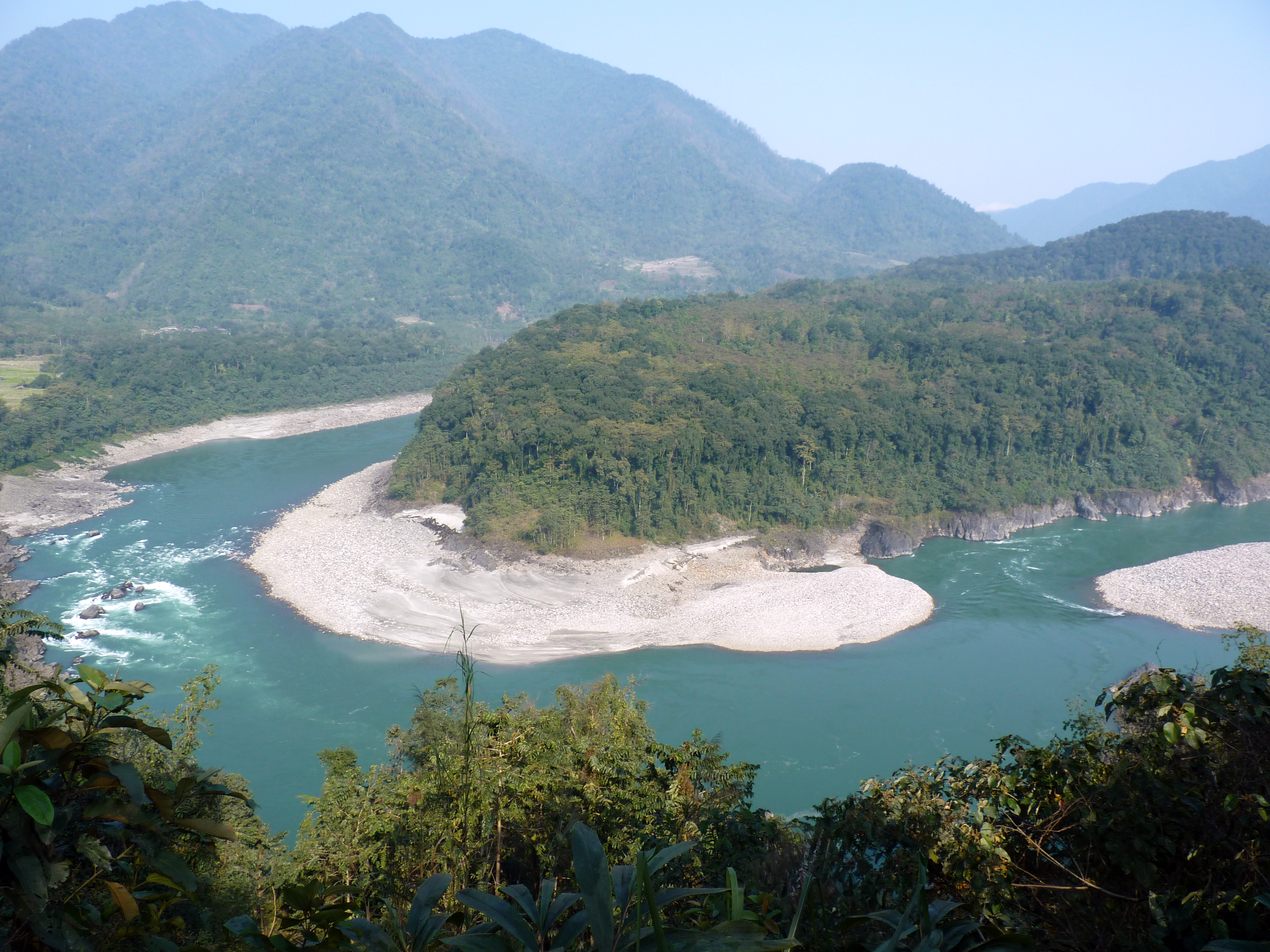
Aalo 附近的锡约姆河

锡约姆河（藏語：གཤེན་གཡོག་མོ་ཆུ།，罗马字母拼写：Xênyongmo He，英语：Siyom River）也作西永河、锡约尔河，一条位于中华人民共和国与印度争议的藏南地区的河流，是雅鲁藏布江右岸支流。锡约姆河被中国划归西藏自治区林芝市墨脱县，是中华人民共和国民政部第二批增补藏南地区公开使用地名中的一个。锡约姆河干流实际流经印度阿鲁纳恰尔邦希尤米县、桑朗县和西桑朗县等地区。